# Undaan Kidul (Undaan)
Undaan Kidul is een bestuurslaag in het regentschap Kudus van de provincie Midden-Java, Indonesië. Undaan Kidul telt 6999 inwoners (volkstelling 2010).